# العلاقات العراقية الناوروية
العلاقات العراقية الناوروية هي العلاقات الثنائية التي تجمع بين العراق وناورو.

## مقارنة بين البلدين
هذه مقارنة عامة ومرجعية للدولتين:
| وجه المقارنة                                              | العراق                       | ناورو                          |
| --------------------------------------------------------- | ---------------------------- | ------------------------------ |
| المساحة (كم2)                                             | 437.07 ألف                   | 21                             |
| عدد السكان (نسمة)                                         | 38.27 مليون                  | 10.08 ألف                      |
| الكثافة السكانية (ن./كم²)                                 | 87.56                        | 48.00 ألف                      |
| العاصمة                                                   | بغداد                        | ضاحية يارين                    |
| اللغة الرسمية                                             | اللغة العربية، اللغة الكردية | اللغة الناورونية، لغة إنجليزية |
| العملة                                                    | دينار عراقي                  | دولار أسترالي                  |
| الناتج المحلي الإجمالي (بليون دولار)                      | 197.72 مليار                 | 113.88 مليون                   |
| الناتج المحلي الإجمالي (تعادل القوة الشرائية) بليون دولار | 560.73 مليار                 | 162.98 مليون                   |
| الناتج المحلي الإجمالي الاسمي للفرد دولار أمريكي          | 4.94 ألف                     | 9.83 ألف                       |
| الناتج المحلي الإجمالي للفرد دولار أمريكي                 | 15.06 ألف                    |                                |
| مؤشر التنمية البشرية                                      | 0.654                        |                                |
| رمز المكالمات الدولي                                      | +964                         | +674                           |
| رمز الإنترنت                                              | .iq                          | .nr                            |
| المنطقة الزمنية                                           | ت ع م+03:00، ت ع م+04:00     | ت ع م+12:00                    |

## منظمات دولية مشتركة
يشترك البلدان في عضوية مجموعة من المنظمات الدولية، منها:
| علم المنظمة | اسم المنظمة                   | تاريخ انضمام العراق | تاريخ انضمام ناورو |
| ----------- | ----------------------------- | ------------------- | ------------------ |
|             | الأمم المتحدة                 | 21 ديسمبر 1945      | 14 سبتمبر 1999     |
|             | الاتحاد الدولي للاتصالات      | 12 نوفمبر 1928      | 10 يونيو 1969      |
|             | الاتحاد البريدي العالمي       | ?                   | ?                  |
|             | منظمة الشرطة الجنائية الدولية | ?                   | ?                  |
|             | منظمة حظر الأسلحة الكيميائية  | ?                   | ?                  |
|             | يونسكو                        | 21 أكتوبر 1948      | 17 أكتوبر 1996     |

## وصلات خارجية
- موقع وزارة الخارجية العراقية